# Oklahoma City Blue
O Oklahoma City Blue é um time da NBA Development League baseado em Oklahoma City, Oklahoma e o afiliado de liga menor do Oklahoma City Thunder. Foi fundado em 2001 como Asheville Altitude em Asheville, Carolina do Norte, vencendo dois campeonatos da D-League. Em 2005 se mudaram para Tulsa, Oklahoma sendo rebatizados Tulsa 66ers, nomeados em homenagem à famosa Rota 66. Em 2008, o Oklahoma City Thunder comprou a equipe, e em 2014 relocaram para a mesma cidade da equipe-mãe, jogando no Cox Convention Center.

## Afiliações
- Chicago Bulls (2005–2006)
- Dallas Mavericks (2007–2008)
- Indiana Pacers (2005–2006)
- Milwaukee Bucks (2005–2008)
- New Orleans Hornets (2005–2007)
- New York Knicks (2006–2008)
- Oklahoma City Thunder (2008–presente)

## Ligações Externas
- Site Oficial do Oklahoma City Blue